# Am-heh
Am-heh was een mindere god uit de onderwereld in de Egyptische mythologie. Zijn naam betekende ofwel verslinder van miljoenen of eter van de eeuwigheid. Hij werd afgebeeld als een man met het hoofd van een jachthond die leefde in een meer van vuur. Am-heh kon alleen maar worden afgestoten door de god Atoem.